# Яков Охридски
Яков (на гръцки: Ιακώβ) е византийски духовник от XIII век.

## Биография
Роден е в Ахея (Пелопонес), вероятно към края на XII век. Около 1222 година е монах в манастира „Свети Мелетий“ в Китерон, на границата между Атика и Беотия. Запазени са негови съчинения в проза и мерена реч, включително едно писмо до епирския деспот Теодор Комнин. До него е отправено едно недатирано богословско послание на Никифор Влемид. През октомври 1248 г. Яков, по това време вече охридски архиепископ, подарява два гръцки ръкописа на манастира „Свети Климент“. Към 1253 г. той се оттегля на Света гора, където впоследствие е избран за игумен на Великата Лавра. Умира не по-късно от 1293 г.

## Изследвания
- Mercati, S. G. Sulla vita e sulle opere di Giacomo di Bulgaria. – Известия на Българския археологически институт, 9, 1935, 165-176
- Дуйчев, И. Проучвания върху българското средновековие. – Сборник на БАН, 41, 1945, 115-122; препеч. в кн. Дуйчев, И. Българско средновековие. С., 1972, 225-241, 589